# San Salvador Centro
San Salvador Centro est une municipalité du Salvador située dans le département de San Salvador. Elle comprend San Salvador qui est la capitale du pays.

## Géographie
La municipalité s'étend sur 141,8 km2 au cœur de la « Valle de Las Hamacas » (« vallée des hamacs » — selon les nombreux tremblements de terre que connait la région) et au pied du volcan de Quetzaltepec (ou de San Salvador), à une altitude moyenne de 600 mètres.
Elle comprend cinq districts et treize zones administratives.

## Histoire
San Salvador Centro est créée le 1er mai 2024 par la fusion des cinq anciennes municipalités d'Ayutuxtepeque, Ciudad Delgado, Cuscatancingo, Mejicanos et San Salvador.

## Politique et administration
La municipalité est dirigée par un conseil comprenant le maire, le syndic, dix conseillers ainsi que quatre suppléants, élus pour un mandat de trois ans. Les élections ont eu lieu le 3 mars 2024.

### Composition du conseil
| Élections | NI | ARENA | FMLN | PDC |
| --------- | -- | ----- | ---- | --- |
| 2024      | 7  | 2     | 2    | 1   |

### Maire
| Période      | Période  | Identité    | Étiquette       | Qualité |
| ------------ | -------- | ----------- | --------------- | ------- |
| 1er mai 2024 | en cours | Mario Durán | Nouvelles Idées |         |